# Bruce contre-attaque
Pour plus de détails, voir Fiche technique et Distribution.
Bruce contre-attaque (Xiong zhong) est un film d'action réalisé par André Koob, Bruce Le et Joseph Velasco sorti en 1982. C'est une coproduction hongkongaise, française et grecque.

## Synopsis
La fille de l'ambassadeur est enlevée par un groupe de gangsters et Bruce doit la sauver.

## Fiche technique
- Titre : Bruce contre-attaque
- Titre original : Xiong zhong
- Réalisation : André Koob, Bruce Le et Joseph Velasco
- Scénario : Bruce Le Writers Group et Joseph Velasco
- Musique : Chen Kuo-wen
- Photographie : Tsui Hsin-yu
- Montage : Bruno Zincone
- Production : Cheng Liang-an et Ma Chieh-yi
- Société de production : Dragon Films Company, Les Films J. M. P. et Spectacular Trading Company
- Pays de production :  Hong Kong,  France et  Grèce
- Langues originales : mandarin, anglais
- Genre : Action et drame
- Durée : 81 minutes
- Dates de sortie : 
  - France : 26 mai 1982
  - Hong Kong : 17 juin 1982

## Distribution
- Bruce Le ou Huang Jian Long
- Jang Lee Hwang
- Harold Sakata
- André Koob
- Corliss Randall
- Dick Randall
- Fabienne Beze
- Bolo Yeung
- Jean-Marie Pallardy
- Li-Li Chen
- Monica Lam
- Yat Fan Lau
- Yi-Yi Li
- Kai-Ling Lin
- Casanova Wong